# Aquilegia sibirica
Aquilegia sibirica är en ranunkelväxtart som beskrevs av Jean-Baptiste de Lamarck. Aquilegia sibirica ingår i släktet aklejor, och familjen ranunkelväxter. Inga underarter finns listade i Catalogue of Life.

## Bildgalleri

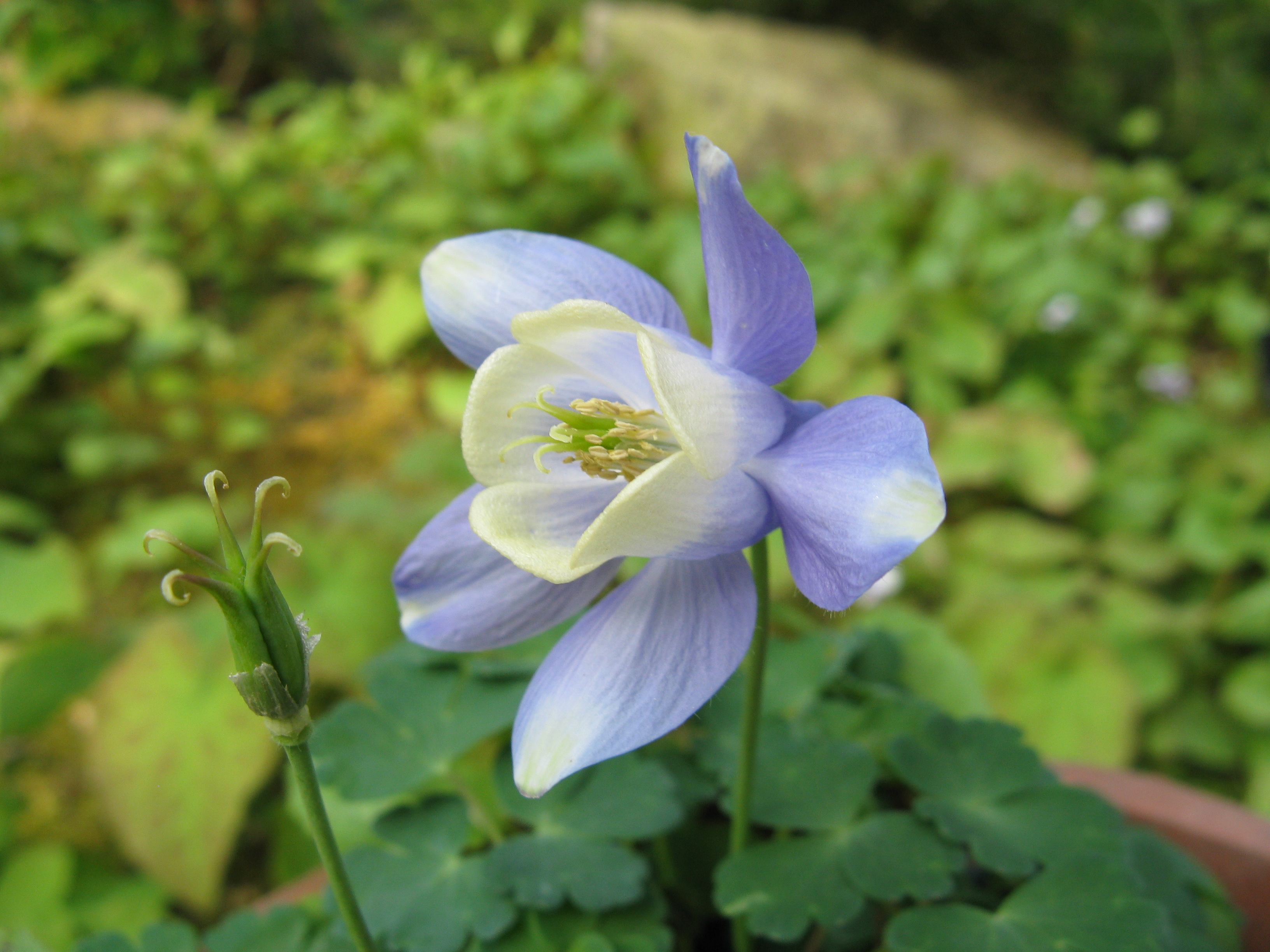
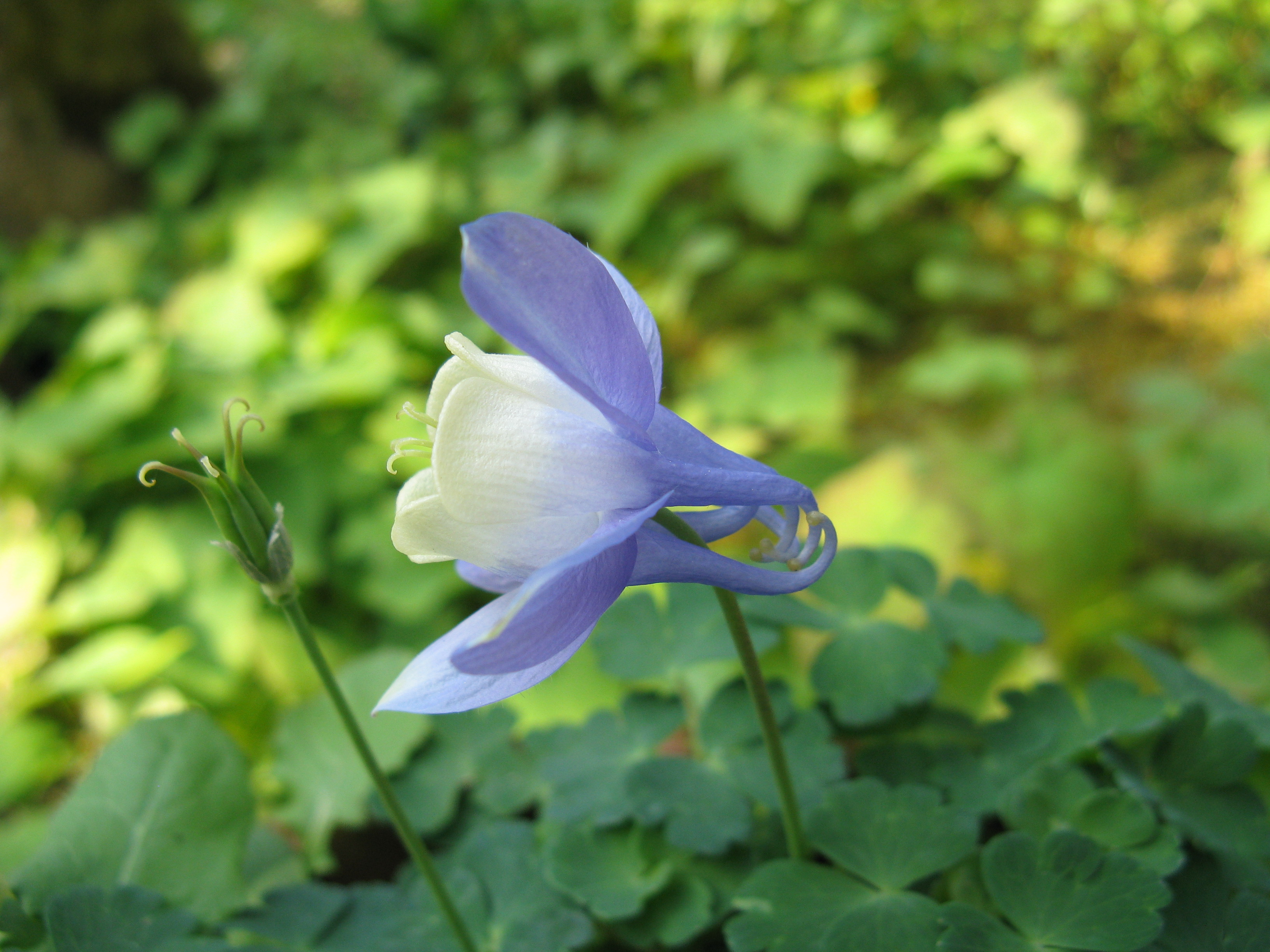
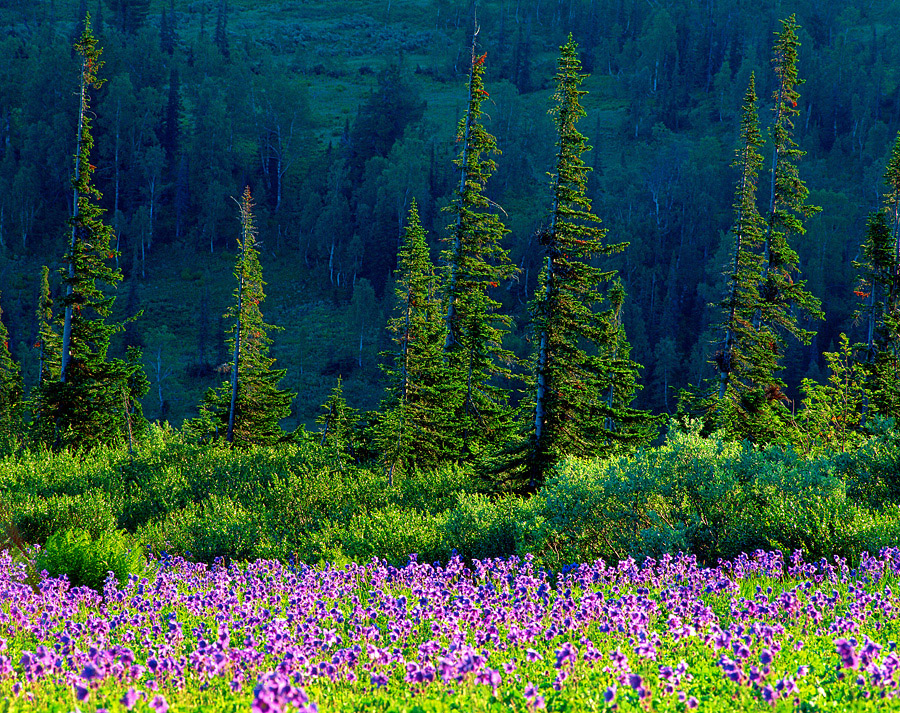